# Otto Friedrich

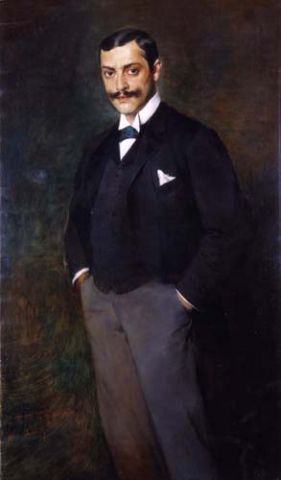
Otto Friedrich målad av Philip de László, 1890.

Otto Friedrich, född 2 juli 1862 i Győr, Ungern, död 11 april 1937 i Wien, var en österrikisk målare inom jugendstilen.
Friedrich studerade vid Wiens konstakademi hos August Eisenmenger och Leopold Carl Müller, samt i München hos Wilhelm von Lindenschmidt. Åren 1891-1894 gjorde han omfattande studieresor innan han 1896 bosatte sig permanent i Wien. År 1897 var han en av de grundande medlemmarna i Wiener Secession. Professionellt var Otto Friedrich lärare vid Wiens kvinnoakademi (Wiener Frauenakademie) och han var redaktör för tidskriften Ver Sacrum.